# Zamarada gaedei
Zamarada gaedei är en fjärilsart som beskrevs av Fletcher 1974. Zamarada gaedei ingår i släktet Zamarada och familjen mätare. Inga underarter finns listade i Catalogue of Life.